# أندرياس ماير
أندرياس ماير (بالألمانية: Andreas Mayer ) (و. 1716 – 1782 م) هو رياضياتي، وعالم فلك، وأستاذ جامعي من ألمانيا . ولد في آوغسبورغ . وكان عضواً في الأكاديمية البروسية للعلوم .
توفي في غرايفسفالت، عن عمر يناهز 66 عاماً.

## مناصب وهيئات
أدار جامعة غرايفسفالت.